# Troilos (Sohn des Priamos)

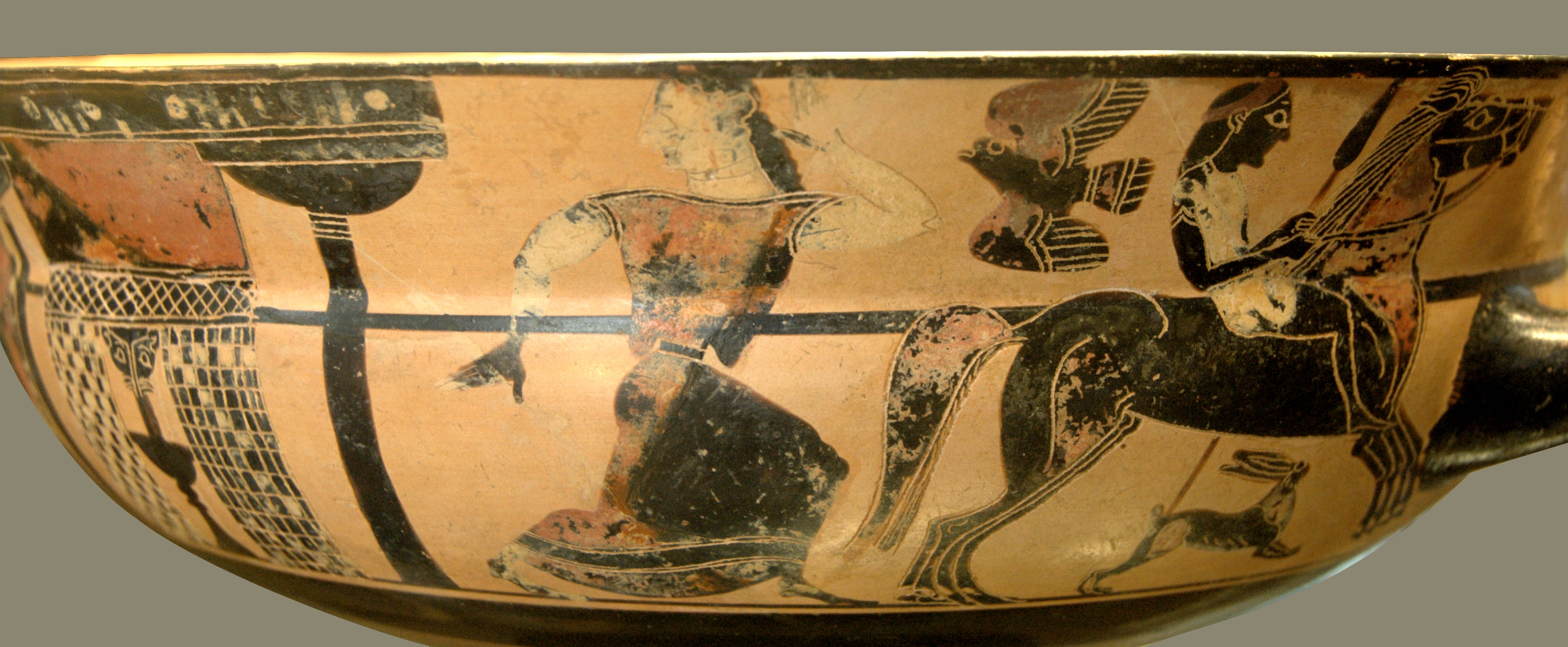
Troilos und Polyxena entfliehen dem Hinterhalt von Achilleus, attische schwarzfigurige Kylix des C-Malers, um 570-565 v. Chr., Louvre (CA 6113)

Troilos (altgriechisch Τρωίλος Trōílos) ist ein Held des Trojanischen Krieges, wie er in Homers Ilias beschrieben wird. Er war der jüngste Sohn von König Priamos von Troja und dessen Hauptfrau Hekabe. 
Er wurde von Achilles getötet, der ihm im Heiligtum des Apollon den Kopf abschlug.
Die Figur des trojanischen Troilos ist auch eine Hauptfigur des Shakespeare-Dramas „Troilus und Cressida“. Obwohl Troilos bei Homer nur eine unwichtige Nebenfigur ist, spielt er in dieser Komödie der enttäuschten Liebe eine Hauptrolle. Shakespeare (und das ganze Mittelalter vor ihm) benutzte jedoch nicht Homer, sondern  eine pseudohistorische Schrift des Phrygers Dares De excidio Troiae historia aus dem 6. Jahrhundert als Grundlage.
Auf der François-Vase, die im archäologischen Museum von Florenz zu betrachten ist, befindet sich eine der berühmtesten Darstellungen der Todesszene.